# De Foute Quiz
De Foute Quiz is een Vlaams muziek/spel-programma op VTM. Twee teams van bekende Vlamingen nemen het tegen elkaar op in verschillende spelrondes. De winnaars worden beloond met een 'originele' prijs. Presentator van dienst is Sergio. Vaste teamleaders zijn Kürt Rogiers en Ronny Mosuse. Deze quiz is gebaseerd op een format van Rob Stenders genaamd Stenders Late Vermaak.

## Presentatie
- Sergio

## Kapiteins
- Kurt Rogiers (2008)
- Ronny Mosuse (2008)
- Isabelle A (2007)
- Evi Hanssen (2007)

## Afleveringen

### Seizoen1
- Aflevering 1: (17 maart 2007)
  - Team Isabelle: Dina Tersago en Tom Waes
  - Team Evi: Jaak Pijpen en Barbara Dex
- Aflevering 2: (24 maart 2007)
  - Team Isabelle: Luc De Vos en Tiany Kiriloff
  - Team Evi: Walter Grootaers en Silvy De Bie
- Aflevering 3: (31 maart 2007)
  - Team Isabelle: Rob Vanoudenhoven en Sandra Kim
  - Team Evi: Anne De Baetzelier en Pieter Loridon
- Aflevering 4: (7 april 2007)
  - Team Isabelle: Rani De Coninck en Pim Symoens
  - Team Evi: Axel Daeseleire en Roxane
- Aflevering 5: (14 april 2007)
  - Team Isabelle: Jo Vally en Deborah Ostrega
  - Team Evi: Tanja Dexters en Wim Soutaer
- Aflevering 6: (21 april 2007)
  - Team Isabelle: Guy Swinnen en Freddy Breck
  - Team Evi: Elke Vanelderen en Pascale Naessens
- Aflevering 7: (28 april 2007)
  - Team Isabelle: Rick de Leeuw en Benny Neyman
  - Team Evi: Bart De Pauw en Koen Wauters
- Aflevering 8: (5 mei 2007)
  - Team Isabelle: Phaedra Hoste en Kurt Rogiers
  - Team Evi: Micha Marah en Ronny Mosuse
- Aflevering 9: (12 mei 2007)
  - Team Isabelle: Sam Gooris en Els Tibau
  - Team Evi: Michel Follet en Peter Evrard

### Seizoen 2
- Aflevering 1: (23 januari 2008)
  - Team Ronny: Charles van Domburg en Garry Hagger
  - Team Kürt: Raf Van Brussel en Els De Schepper
- Aflevering 2: (30 januari 2008)
  - Team Ronny: Greet Rouffaer en Jill Peeters
  - Team Kürt: Filip Meirhaeghe en Micha Marah
- Aflevering 3: (6 februari 2008)
  - Team Ronny: Tom Waes en Kelly Pfaff
  - Team Kürt: Stoffel Bollu en Sven Ornelis
- Aflevering 4: (13 februari 2008)
  - Team Ronny: Bieke Ilegems en Erik Goossens
  - Team Kürt: Debby Pfaff en Nicolas Liébart
- Aflevering 5: (20 februari 2008)
  - Team Ronny: Mathias Coppens en Leo Van Der Elst
  - Team Kürt: Elke Vanelderen en Kathy Pauwels
- Aflevering 6: (27 februari 2008)
  - Team Ronny: Jacques Vermeire en Sandrine
  - Team Kürt: Walter Grootaers en Maya Detiège

## Spelrondes

### Seizoen 1
1. De Foutste Plaat: Elk team heeft de meest foute plaat van een van hun drieën meegebracht. Aan de andere ploeg om te raden van wie de plaat komt.
2. Viva Bomma: "Bomma Lucienne" krijgt een hoofdtelefoon opgezet en zingt een aantal liedjes mee. Aan de teams om zo snel mogelijk te raden om welk liedje het gaat.
3. De Terugspeelband: Een aantal liedjes worden achterstevoren gespeeld. Aan de teams om zo snel mogelijk te raden om welk liedje het gaat.
4. Linke Links: Er worden twee oude videofragmenten getoond, die weliswaar allebei iets met foute muziek te maken hebben. Aan beide teams om het verband tussen de twee fragmenten te zoeken.
5. Het Gorgellied: Presentator Sergio neemt een slok water en gorgelt een liedje. Aan beide teams om te raden welk.
6. Uit het Oog: Er bestaan artiesten die vroeger in heel het land bekend waren en nu door bijna iedereen vergeten zijn. Elke week komt zo iemand naar de studio. Aan de teams om te raden om wie het gaat.
7. Sterven op de Dansvloer: Beide teams moeten op hun beurt een videoclip nadansen. Aan de teamleider om te raden op welk liedje haar teamgenoten dansen.

- Nicole en Hugo Inhaalbeweging: Het team met de laagste score kan dit één keer toepassen. Nicole en Hugo stellen een vraag die het verliezende team moet beantwoorden. Hebben ze die vraag juist, dan wordt de score weer gelijk getrokken.

### Seizoen 2
1. De Foutste Plaat: Elk team heeft de meest foute plaat van een van hun drieën meegebracht. Aan de andere ploeg om te raden van wie de plaat komt.
2. In De Mixer: Een liedje wordt gezongen met een andere tekst. Aan de teams om beide liedjes te raden.
3. Viva Bomma: "Bomma Lucienne" krijgt een hoofdtelefoon opgezet en zingt een aantal liedjes mee. Aan de teams om zo snel mogelijk te raden om welk liedje het gaat.
4. Rondje Fysiek: Een van de spelers moet een aantal liedjes uitbeelden. Aan zijn of haar teamgenoten om te raden om welk liedjes het gaat.
5. Linke Links: Er worden twee oude videofragmenten getoond, die weliswaar allebei iets met foute muziek te maken hebben. Aan beide teams om het verband tussen de twee fragmenten te zoeken.
6. Uit het Oog: Er bestaan artiesten die vroeger in heel het land bekend waren en nu door bijna iedereen vergeten zijn. Elke week komt zo iemand naar de studio. Aan de teams om te raden om wie het gaat.
7. Geflipte Clips: Op een bestaande videoclip wordt de tekst van een ander liedje geplakt. Aan de teams om te raden om welk liedje het gaat.

- Totz Inhaalbeweging: Het team met de laagste score kan dit één keer toepassen. Er wordt een fragment getoond uit Tien om te Zien, aan het verliezende team om te gissen naar het vervolg. Geven ze een correct antwoord, dan wordt de score weer gelijk getrokken.